# واکان کالای
واکان کالای (به اسپانیایی: Wakan Q'allay) یک کوه در پرو است که در منطقه اوئانکاولیکا واقع شده‌است. واکان کالای ۵٬۱۰۰ متر بالاتر از سطح دریا واقع شده‌است.